# 羅奈伊·山多爾
羅奈伊·山多爾（匈牙利語：Rónai Sándor；1892年10月6日—1965年9月28日）是一名匈牙利政治人物。他曾於1950年至1952年間擔任匈牙利人民共和國主席團主席，1952年至1963年間擔任匈牙利國民議會議長。